# Посёлок центральной усадьбы совхоза «Юбилейный»
Посёлок центральной усадьбы совхоза «Юбилейный», Центральной усадьбы совхоза «Юбилейный», Юбилейное — посёлок в муниципальном образовании «город Армавир» Краснодарского края России. Входит в состав Приреченского сельского округа.

## География
Посёлок расположен в юго-восточной части края, на берегу реки Кубань, примыкая к северной окраине города Армавир.

## История
Согласно Закону Краснодарского края от 1 апреля 2004 года № 684-КЗ Посёлок центральной усадьбы совхоза «Юбилейный» вошёл в состав образованного муниципального образования город Армавир.

## Население
| 2002 | 2010 | 2012 |
| ---- | ---- | ---- |
| 540  | ↗561 | ↗643 |

## Инфраструктура
МАДОУ № 39.

## Транспорт
Выезд на автодорогу 03К-046.
Остановки общественного транспорта